# كيس موز
كيس الموز (بالإنجليزية: banana bag)‏ (أو كيس رالي (بالإنجليزية: rally pack)‏) هو كيس به محاليل وريدية تحتوي على فيتامينات ومعادن. تحتوي الأكياس عادة على الثيامين وحمض الفوليك وكبريتات المغنيسيوم، وعادة ما تستخدم لتصحيح سوء التغذية أو الاختلالات الكيميائية في جسم الإنسان. المحلول أصفر اللون، ومن هنا جائت تسمية «كيس الموز».

## المكونات
التركيب النموذجي لكيس الموز هو 1 لتر من المحلول الملحي ( كلوريد الصوديوم 0.9 ٪) مع:
- الثيامين 100 مج
- حمض الفوليك 1 مج
- فيتامينات متعددة للتسريب الوريدي
- كبريتات المغنيسيوم 3 جرام

يتم إعطاء المحلول عادة على مدار ما بين أربع إلى ثماني ساعات أو حسب طلب الطبيب.

## الاستخدامات
تستخدم أكياس الموز في وحدة العناية المركزة لتصحيح حالات القصور الحاد في الماغنيسيوم. ويقال أنها مفيدة لمرضى الحالات المتأخرة حيث أن الماغنيسيوم يمكن أن يخفف آلام الأعصاب، كما قد يخفف من آلام العضلات وتشنجاتها.
كثيرا ما تستخدم أكياس الموز للمدمنين في حالات إدمان الكحول الذين يحتاجون الثيامين لمنع متلازمة فرنيكيه كورساكوف. كما أن مدمني الكحول المزمنين يمكن أن يعانوا من نقص كبير في الماغنيسيوم في لكامل الجسم.